# Arcs narratifs dans Doctor Who
 (juillet 2020).
- Si vous ne connaissez pas le sujet, laissez ce bandeau (vous pouvez alors contacter les auteurs).
- Si vous supprimez le contenu mis en cause (vous pouvez préalablement contacter les auteurs),

argumentez précisément cette suppression dans la page de discussion
(un manque de référence n'est pas un argument ; une recherche réelle de référence doit avoir été effectuée, être formellement documentée).
La série télévisée de science-fiction britannique Doctor Who comporte de nombreux arcs narratifs.

## Première série (1963-1989)

### The Key to Time (Saison 16 - 1978-1979)
À la demande du Gardien Blanc, le Quatrième Docteur, Romana et K9 partent à la recherche de la Clé du Temps, un artefact cosmique ressemblant à un cube parfait qui maintient l'équilibre de l'univers.
Puisqu'il est trop puissant pour être possédé par un seul être, il a été divisé en six segments différents et dispersés dans l'espace et le temps, déguisé par le pouvoir élémentaire brut en eux dans n'importe quelle forme ou taille. Cependant, comme les forces équilibrant l'univers sont si bouleversées, le Gardien Blanc doit récupérer les segments de la Clé pour arrêter l'univers afin qu'il puisse rétablir l'équilibre. Le Gardien Blanc avertit également le Docteur du Gardien Noir, qui souhaite également obtenir la clé du temps à ses propres fins.
Dans le dernier épisode, le Gardien Noir, déguisé en Gardien Blanc, tente de prendre la clé des mains du Docteur. Cependant, le Docteur voit à travers la mascarade du personnage et ordonne aux segments de la Clé du Temps de se disperser à nouveau dans tout le temps et l'espace, à l'exception du sixième, qu'il réintègre en tant que Princesse Astra.
Par la suite, le Docteur décide d'installer un appareil appelé randomiseur dans le système de navigation du TARDIS pendant un certain temps afin de rendre ses voyages suivants imprévisibles pour échapper au Gardien Noir.

### Trial of a Timelord (Saison 23 - 1986)
le Sixième Docteur est jugé par le Haut Conseil des Seigneurs du Temps pour avoir enfreint plusieurs des lois de Gallifrey, le monde d'origine des Seigneurs du Temps, y compris l'interférence avec les mondes extérieurs et pour génocide.
Un personnage mystérieux appelé le Valeyard agit en tant que procureur.
Dans les deux premiers chapitres, The Mysterious Planet et Mindwarp, des événements du passé et du présent du Docteur sont présentés comme preuve de sa culpabilité.
Le troisième chapitre, Terror of the Vervoids, présente les événements futurs de la défense du Docteur.
Dans le dernier chapitre, The Ultimate Foe, le procès du Docteur est interrompu et le Docteur affronte le Valeyard et son ancien rival, le Maître, afin d'effacer son nom et de sauver le Haut Conseil.

## Deuxième série (2005-Présent)

### Bad Wolf

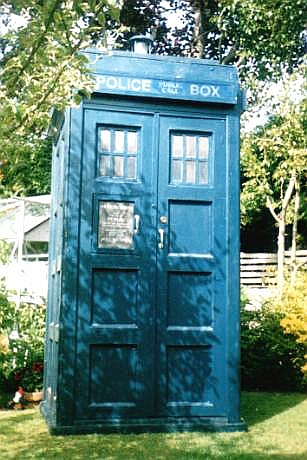
Le TARDIS

Bad Wolf signifie en français Méchant loup. C'est un message envoyé à travers le temps et l'espace par Rose Tyler après qu'elle a acquis d'immenses pouvoirs en regardant le vortex du temps dans le cœur du TARDIS. Le neuvième Docteur, sachant qu'elle ne pourrait survivre à cette expérience si elle se prolongeait, la sauve en l'embrassant et en absorbant ainsi l'énergie mortelle, ce qui provoquera sa régénération..

« Je suis le méchant loup. Je me suis auto-créée. J'ai pris les mots. Je les ai envoyés... dans le temps et l'espace. »

— Rose Tyler, À la croisée des chemins.
L'expression apparaît pour la première fois dans le second épisode de la première saison (2005) et dans quasiment tous les épisodes de cette même saison :
- La Fin du monde : en arrière-plan, le Moxx de Balhoon parle à Face de Boe du Bad Wolf scenario[1].
- Des morts inassouvis : Gwyneth lit dans les pensées de Rose et déclare : « Toutes les choses que vous avez vues, je les vois aussi... les ténèbres, le grand méchant loup ! »[2].
- L'Humanité en péril/Troisième Guerre mondiale : un jeune garçon tague « Bad Wolf » sur le TARDIS[1].
- Dalek : Bad Wolf One est le nom de code de l'hélicoptère du collectionneur Henry Van Statten[1].
- Un jeu interminable : le nom d'une des chaînes du Satellite 5 est « BAD WOLF TV »[1].
- Fêtes des pères : près du lieu de l'accident de Pete Tyler, une affiche des années 1980 porte les mots Bad Wolf[1].
- Drôle de mort/Le Docteur danse : Jack Harkness s'assoie sur une bombe sur laquelle on lit Schlechter Wolf, une expression allemande qui se traduit en anglais par Bad Wolf[1].
- L'Explosion de Cardiff : le projet de centrale nucléaire mené par une Slitheen s'appelle le projet Blaidd Drwg, c'est-à-dire Bad Wolf en Gallois[1].
- Le Grand Méchant Loup/À la croisée des chemins : le nom de la compagnie qui produit les jeux télévisés est BAD WOLF. Il est de plus tagué sur les murs.

Elle apparaît aussi occasionnellement dans les saisons 2, 3 et 4 :
- Un loup-garou royal : le loup-garou déclare à Rose « Je vois que vous l'avez vu... le loup ! Il y a quelque chose de spécial en vous. […] Tu brûles tel le soleil, mais je ne recherche que la lune. »[3].
- L.I.N.D.A : Victor Kennedy dit avoir pris ses informations sur le site de Torchwood et explique qu'un virus du nom de Bad Wolf a effacé certaines informations relatives à Rose Tyler[4].
- Adieu Rose : la plage où le Docteur donne rendez-vous à Rose s'appelle la baie du grand méchant loup.
- L'Embouteillage sans fin : dans le véhicule de deux jeunes filles asiatiques, on trouve un poster avec les caractères 悪狼 (en)[3].
- Bibliothèque des ombres, première partie : Dans la maison de CAL, on peut voir le dessin d'un loup et d'une femme blonde, référence à Rose Tyler [3].
- Le Choix de Donna : à la fin de l'épisode, l'affichette du TARDIS où il est habituellement inscrit POLICE TELEPHONE, FREE FOR USE OF PUBLIC etc. indique BAD WOLF BAD WOLF...[3].

### Torchwood
L'une des premières mentions de l'institut Torchwood est faite dans l'épisode Le Grand Méchant Loup, lorsque Anne Droid interroge l'un des candidats.
Durant la deuxième saison, on peut à plusieurs reprises entendre le terme Torchwood. La première fois que cette expression est entendue est dans l'épisode spécial L'Invasion de Noël où Harriet Jones appelle Torchwood pour détruire le vaisseau Sycorax. On l'entend par la suite dans Un loup-garou royal où il s'agit d'une société créée par la reine Victoria après sa rencontre avec le Docteur afin de lutter contre les envahisseurs extra-terrestres de la Grande Bretagne. Dans Le Règne des Cybermen, un bref instant on entend aux informations « l'institut Torchwood ». Dans l'épisode La planète du Diable - deuxième partie -, on entend un homme de la base dire qu'il est "représentant des archives Torchwood". Dans l'épisode final L'Armée des ombres/Adieu Rose, le Docteur et Rose arrivent dans la société Torchwood du présent et découvrent qu'elle est responsable des fantômes. Après l'incident avec les Cybermen et les Daleks, la société est fermée.
Jack reprendra plus tard les rênes de Torchwood à Cardiff pour surveiller la faille, dans le spin-off de la série, Torchwood.

### Saxon
Le nom de Saxon apparaît dans la saison trois et fait référence au premier ministre Harold Saxon qui n'est autre que Le Maître sous un pseudonyme. On voit à plusieurs reprises des affiches où il est écrit : « Votez Saxon ». Ce nom est évoqué pour la première fois dans l'épisode L.I.N.D.A où il apparaît sur le journal que lit l'Abzorbaloff. Puis, plus tard, dans Le Mariage de Noël, où un soldat abat le vaisseau de l'impératrice Racnoss sous ordre d'un certain "Monsieur Saxon". On y voit également Donna Noble qui sera un protagoniste de la saison 4.

### Les planètes qui disparaissent
Tout au long de la saison 4, il est fait référence à plusieurs planètes disparues au cours des siècles passés. Ces planètes seront retrouvées au cours des deux derniers épisodes de cette saison.

### La disparition des abeilles
Durant la saison 4, Donna s'inquiète à plusieurs reprises de la disparition des abeilles. On apprendra que c'était un signe avant-coureur du vol de la Terre.

### Rose
Durant la saison 4 Rose Tyler réapparaît plusieurs fois alors que celle-ci est censée être piégée dans un univers parallèle.
- Le Retour de Donna Noble : Elle apparaît à Donna dans une rue.
- A.T.M.O.S./Un passager de trop : Par vidéo.
- Le choix de Donna : Dans un univers parallèle.

### La cascade de Méduse
Dans Le Dernier Seigneur du temps, le Maître parle de la cascade de Méduse et le Docteur y fait plusieurs fois référence au cours de discussions (Le Retour de Donna Noble, La Chute de Pompéi, A.T.M.O.S., Un passager de trop).

### La Proclamation de l'Ombre
De la saison 1 jusqu’à la 4, on peut entendre à plusieurs reprises le Docteur parler de la Proclamation de l'Ombre ("Shadow Proclamation" en version originale) ou Police de l'Espace, selon ses termes. Dans l'épisode La Terre volée afin de retrouver celle-ci, il se rendra dans le Q.G. de la Proclamation de l'Ombre situé sur une chaîne d'astéroïdes. Elle apparaît dans l'épisode Le Magicien et son disciple, puisque Colony Sarff, engagé par Davros pour retrouver le 12e Docteur, s'y rend pour trouver des informations en vain.

### Failles dans l'univers
Dans le premier épisode de la cinquième saison, Le Prisonnier Zéro, le onzième Docteur (Matt Smith) rencontre la jeune Amy Pond (Karen Gillan), 7 ans, qui lui montre une effrayante fissure dans le mur de sa chambre, qu'il reconnaît alors comme une faille dans l'univers.
Plus tard alors que le docteur et Amy voyagent, ils sont témoins de plusieurs fissures de ce type.
Le fait qu'un individu tombe dans une des failles efface irrémédiablement son existence, de sorte que les personnes l'ayant connu ne se rappellent plus de lui. Ce qui arrivera par exemple à une poignée de clercs soldats dans Le Labyrinthe des Anges ou encore à l'infortuné fiancé d'Amy, Rory Williams, dans l'épisode La Révolte des Intra-Terrestres.
Dans le double épisode La Pandorica s'ouvre, on découvre que les failles que le Docteur n'arrête pas de croiser sont la conséquence de l'explosion du TARDIS et qu'elles menacent l’existence même de l'espace-temps. Le Docteur est tenu responsable de cette destruction de l'univers et est enfermé préventivement dans la Pandorica, une prison infaillible, par une alliance de ses pires ennemis. Heureusement, le Docteur réussit à s'échapper de la Pandorica, et l'utilise pour régénérer l'univers et fermer les failles.
Plus tard on découvre que la destruction du Tardis a été provoquée par le Silence pour empêcher le Docteur d'atteindre Trenzalore.

### Le Silence
Dès le premier épisode de la saison 5, le prisonnier zéro évoque le silence qui s'abattra sur l'univers. Dans la saison 6, un ordre religieux appelé le Silence apparaît.
Le Silence est directement lié à "La première question de l'univers" et tombera quand celle-ci aura trouvé une réponse. Cette question n'est autre que : "Doctor Who?" ("Docteur Qui ?" en VF), conduisant à un autre fil rouge lors de la saison 7 sur le véritable nom du Docteur.
Le Silence est un ordre religieux dont le but est d'empêcher à tout prix le Docteur d'atteindre Trenzalore, et de révéler son vrai nom, ce qui pourrait ramener les Seigneurs du Temps et relancer la Guerre du temps. C'est cet ordre qui a provoqué la destruction du TARDIS dans la saison 5, provoquant au passage l'apparition des failles dans l'univers.

### Missy
Dans les épisodes de la saison 8, une femme apparaît sous le nom de Missy quand les personnages meurent ou non. Dans le double épisodes finales, on apprend que Missy était en réalité le Maître et les personnages morts qu'on voyait dans la Nécrosphère était des Cybermen.

### L'hybride
Dans les premiers double-épisodes de la saison 9, on entend Davros parler de l'hybride, une créature légendaire venant de la planète Gallifrey mi-Seigneur du Temps mi-Dalek. Dans l'épisode 5, La Fin d'une Vie, quand le Docteur met une puce dans le front d'Ashidlr, il dit à Clara que maintenant c'est devenu une hybride puisque la puce n'est pas humaine. Dans l'épisode 11, Descente au Paradis, le Docteur est envoyé dans un lieu qui s'avère être son cadran de confession vu dans l'épisode 1, Le Magicien et son Disciple, où il est forcé à avouer et à se confesser à propos de l'hybride mais il refuse parce que c'est un secret dangereux et au lieu de ça, il décide de frapper un mur plus dur que le diamant de 6m d'épaisseur qui lui prendra 4,5 milliards d'années et quand il en sort il se trouve sur Gallifrey. Dans l'épisode 12, Montée en Enfer, le Docteur décide de virer le Seigneur Président, Rassilon, de sa planète pour ce qu'il a fait au Docteur et le Docteur refuse d'admettre que l'hybride est mi-Seigneur du Temps mi-Dalek parce que pour lui c'est impossible. Le Docteur retrouve Ashidlr/Moi devenu immortelle et qui assiste à la destruction de l'univers pour lui dire que l'hybride n'était pas une personne mais deux, l’union du Docteur et de Clara, pour qui le Seigneur du Temps est prêt à tous les sacrifices.

### Le Serment
Durant la Saison 10, le Douzième Docteur est soumis à un serment concernant un coffre qu'il doit garder. Ce dernier contient Missy censée avoir été exécutée mais toujours en vie, vivant dans le coffre jusqu'à ce que Nardole la sorte afin de l'aider à retourner sur Mars dans l'épisode L'Impératrice de Mars.

### L'Enfant Intemporel
Au cours de la Saison 11, dans l'épisode Le Monument Fantôme, des "Remnants" entourent le Docteur, Yaz, Graham, Ryan et les autres avant de lire dans les pensées du Docteur et d'aborder le sujet de l'enfant intemporel. En parlant de ça, ils comprennent que le Docteur n'est pas au courant de ceci, d'un enfant seul et abandonné.
Durant l'épisode 2 de la Saison 12, La Chute des Espions, deuxième partie, le Maître, revenu sous une nouvelle apparence interprété par Sacha Dhawan, parle au Docteur de l'enfant intemporel via un hologramme après que le Docteur se soit rendu sur Gallifrey détruite et pulvérisée par le Maître lui-même pour se venger de ce qu'ils ont fait en rapport avec l'enfant intemporel. Cependant, il ne révèle rien au Docteur et la laisse dans l'ignorance.
Dans l'épisode Le Contrat des Judoons, le Docteur fait la connaissance de Ruth Clayton, humaine, en apparence, et guide touristique à Gloucester. Plus tard dans l'épisode, on apprend que Ruth est le Docteur Fugitif, une version du Docteur que ni l'une ni l'autre n'ont souvenir. Il est expliqué par le commandant Gat que Ruth était anciennement un membre de la Division qui travaille pour la gloire de Gallifrey ce qui permet au Treizième Docteur de comprendre que Ruth comme Gat viennent toutes les deux de son passé, or elle ne possède aucun souvenir de cette époque et reste encore sans réponse.
Au cours de l'épisode L'Ascension des Cybermen, plusieurs visions de l'écosse, d'un garçon roux adopté par un couple dans la campagne est visible tout au long de l'épisode. On apprend que Brendan est officier dans la police et un jour, lors d'une altercation sur le terrain, il se fait tirer dessus et chute d'une falaise avant de se réveiller miraculeusement devant son mentor dans la police sans explication. Le jour de sa retraite, Brendan sort de la police et tombe face à son père adoptif et son mentor qui n'ont pas pris une ride contrairement à lui. Il est emmené dans une pièce et se fait placer une sorte de casque d'électrodes sur la tête avant de se faire torturer sans que l'on sache pourquoi. Du côté du Docteur, au niveau de la Frontière, le portail s'ouvre sur Gallifrey et le Maître en sort.
Dans l'épisode final, Les Enfants intemporels, le Maître ramène le Docteur sur Gallifrey pour lui montrer son œuvre d'avoir détruit Gallifrey et d'avoir exterminé l'entièreté des Seigneurs du Temps. Piégée dans une capsule de stase par le Maître, le Docteur se fait balader à travers les souvenirs de la Matrice par le Maître afin de lui montrer la vérité. Les images visibles au cours de L'Ascension des Cybermen est en fait un filtre mis sur la véritable histoire de l'enfant intemporel, un enfant perdu, en bas d'un portail vers un autre univers, recueilli par une navigatrice du nom de Tecteun qui décida d'élever cette enfant comme le sien. Un jour, un drame arriva, alors que l'enfant jouait avec un autre, il tomba de la falaise avant de se régénérer, en faisant ainsi la toute première régénération sur Gallifrey. Après cela, Tecteun mis tout en œuvre pour découvrir comme l'enfant s'était régénéré, au point d'utiliser de nombreuses régénérations de l'enfant jusqu'à trouver la réponse. Tecteun décida de tester sa théorie et réussit. Après cela, l'enfant devint le gêne d'origine de la régénération sur Gallifrey, Tecteun décida de le proposer à tout le monde mais de limiter son utilisation à 12 régénérations créant ainsi la race des Seigneurs du Temps. On comprend également que la Division est une société secrète de Gallifrey où l'enfant intemporel a travaillé après que Tecteun est trouvé le secret de la régénération. Après toutes ces explications au Docteur, le Maître révèle une dernière grosse info au Docteur, que l'enfant intemporel, c'est elle.
Après l'avoir sorti de la Matrice, le Maître révèle au Docteur qu'il a utilisé les restes des corps des Seigneurs du Temps ainsi que les connaissances du Cyberium pour créer les Cybermasters, un type de Cybermen capable de se régénérer, utilisant ainsi la capacité du Docteur contre elle. Une fois de retour dans la Matrice, le Docteur a une discussion avec le Docteur Fugitif qui lui laisse des indices pour sortir de cette emprise, elle utilise tous ses souvenirs de chaque incarnation, incluant Ruth, Brendan, les enfants intemporels ainsi que les visages apparus dans The Brain of Morbius en 1976, qui était à l'époque les visages de personnes travaillant dans la production de l'épisode.
À la fin de l'épisode, le Docteur retourne dans son TARDIS et s'apprête à retourner sur la Terre lorsque des Judoons se téléporte dans le TARDIS et emprisonne le Docteur à vie dans une prison à la suite des révélations dans Le Contrat des Judoons où les Judoons devaient emprisonner le Docteur Fugitif mais étant une seule et même personne, c'est le Treizième Docteur qui a fait les frais de cette incarcération à vie.
Au cours de Doctor Who: Flux, le Docteur retrouve Tecteun qui lui confirme que ce que le Maître lui a révélé sur Gallifrey est vrai et qu'elle est bien l'enfant intemporel.
Dans Le Pouvoir du Docteur, le Maître utilise les régénérations illimitées du Docteur ainsi que ses connaissances provenant de ses congénères pour intervertir son existence avec celle du Docteur, quittant ainsi son corps pour devenir celui du Docteur et prendre avantage des vies illimités que le Docteur possède. Cependant, grâce à Yaz, Vinder et une IA holographique du Docteur, ils réussissent à utiliser la capacité de se régénérer des Cybermasters contre eux et piègent le Maître en inversant le processus de régénération forcé et rendent son corps au Docteur, rendant le corps du Maître ultra faible et à la limite de la mort. Avant de, supposément, mourir, le Maître utilise le Qurunx capturé par les Cybermasters pour blesser grièvement le Docteur avec les quelques forces qu'il lui reste.
Dans l'épisode Aux Confins de l'Univers, une fausse Donna dis au Docteur qu'il ne vient pas de Gallifrey et qu'il ne sait pas d'où il vient.

### Cyberium & Cyberman Solitaire
Au cours de l'épisode 5 de la Saison 12, Le Contrat des Judoons, Yaz, Graham et Ryan sont téléporté dans un vaisseau par le Capitaine Jack Harkness qui revient après être apparus dernièrement dans La Prophétie de Noël 2e partie diffusé à Nouvel An 2010 auprès du Dixième Docteur interprété par David Tennant. Après avoir téléporté les compagnons du Docteur, Jack les met en garde par rapport au Cyberium et le Cyberman Solitaire, venant du futur qui serais un empire du mal et de prévenir le Docteur de cette menace avant de se faire téléporter.
Dans Apparitions à la Villa Diodati, le Docteur et la Team TARDIS se retrouve dans une villa sur les bords du Lac Léman après de Lord Byron et de Mary Shelley au cours de l'été 1816 jusqu'à ce qu'ils aperçoivent une silhouette dans la pénombre qui semble chevaucher la foudre mais qui se révèlera être le Cyberman Solitaire, la fameuse mise en garde de Jack, étant à la recherche du Cyberium qui se trouve dans cette villa, plus exactement dans l'esprit de Percy Shelley qui est tourmenté par cette entité en lui. Le Docteur libère Shelley et le Cyberium avant de l'absorber, sauf que Ashad, le Cyberman Solitaire, menace de détruire la Terre si le Docteur ne lui donne pas le Cyberium ce qu'elle fait avant que ce dernier se téléporte dans le futur pour réanimer cet empire du mal grâce au Cyberium.
Dans Les Enfants Intemporels, le Maître, après avoir compressé Ashad, récupère le Cyberium avant de créer une race de Cybermaster en utilisant les corps des Seigneurs du Temps. Il est également révélé que Ko Sharmus a fait partie de ceux qui ont renvoyé le Cyberium à travers l'espace et le temps avant de se sacrifier pour sauver le Docteur, sans savoir si le Maître et les Cybermasters ce sont échappés.
Pendant un cours instant dans La Révolution des Daleks, Jack Harkness demande des nouvelles du Cyberium et du Cyberman Solitaire au Docteur.
Dans Le Pouvoir du Docteur, le Maître aborde le fait que le Cyberium fait toujours effet dans son esprit. Après avoir été capturé par UNIT, le Maître piège Tegan et Ace avec un mini Cybermen qui revient en taille normal avant de laisser sortir des dizaines de Cyberwarriors ainsi que Ashad qui a été cloné par le Maître. Les Cybermasters attaquent un train spatial afin de capturer un Qurunx avant de le garder prisonnier sur leur planète de Cyber-conversion en 1916 avec l'aide du Maître déguisé en Grigori Raspoutine a Saint-Pétersbourg.

### Le Flux
Pendant la Saison 13, nommé Doctor Who: Flux, un évènement cataclysmique et dévastateur est en train de détruire l'univers tout entier.
Dans le Chapitre 1, L'Apocalypse d'Halloween, le Docteur et Yaz font la connaissance de Dan Lewis qui se retrouve capturé par Karvanista, un Lupari qui a pour mission de sauver les êtres humains du Flux. Le Docteur reçois un contact psychique avec Swarm qui semble la connaître depuis très longtemps.
Durant le Chapitre 2, La Guerre des Sontariens, le Docteur, Yaz et Dan, se retrouvent en pleine Guerre de Crimée et font la rencontre de Mary Seacole et se rendent compte qu'ils ne devraient pas y avoir de Sontariens pendant cette période de l'histoire, cependant, ils ont utilisé le Flux à leur avantage afin d'envahir la Terre depuis le passé ainsi que dans le présent à Liverpool. Après avoir vaincu les Sontariens dans le passé et le présent, le Docteur et Dan retrouve Yaz dans le temple d'Atropos sur la planète Temps ("Time" en VO) mais également Swarm et Azure qui compte se venger du Docteur en tuant Yaz et Vinder via la force du temps elle-même.
Pendant le Chapitre 3, Il n'était pas une fois, le Docteur, Yaz, Dan et Vinder, se retrouvent expulsés à travers plusieurs moments de leurs propres ligne temporelle. Le Docteur se retrouve dans son passé pendant l'époque où le Docteur Fugitif était encore un agent de la Division, société secrète créée sur Gallifrey qui semble être doté de nombreux agents à travers l'univers. Elle découvre qu'elle était à l'origine de l'emprisonnement de Swarm et Azure et avait déjà réparé le temple d'Atropos grâce aux Mouris qui maintiennent le Temps dans sa réalité sur la planète du même nom. Avant de revenir à elle, le Docteur se retrouve face à une étrange femme qui semble très bien la connaître également et lui explique que le Flux était quelque chose de nécessaire et qu'il a été créé et placé ici à cause du Docteur.
Dans le Chapitre 4, Le Village des Anges, le Docteur, Yaz et Dan, après avoir été attaqué par un Ange Pleureur dans le TARDIS, se retrouvent dans un petit village, du nom de Medderton, en 1967. Pendant que Yaz et Dan se retrouvent propulsés en 1901 par un Ange Pleureur, le Docteur retrouve Claire Brown, une jeune femme venant de 2021 qui a été envoyé en 1965 par un Ange à Liverpool le soir d'Halloween. Le Docteur comprend que Claire se transforme en Ange car elle a eu la vision d'un Ange. Une fois la connexion psychique établie, le Docteur découvre qu'un Ange qui semble fissuré a élu domicile dans l'esprit de Claire, l'utilisant comme sanctuaire. Cet Ange se retrouve pourchassé par d'autres Anges qui sont des agents d'extractions qui travaillent pour la Division, il est également en possession de nombreuses infos sur le passé du Docteur et de la Division. Après avoir échappé aux Anges qui se trouvent dans la demeure de Jericho, un scientifique et parapsychologue vivant à Medderton en 1967, le Docteur se retrouve piégé par les Anges et est transformé en Ange Pleureur.
Dans le Chapitre 5, Survivants du Flux, pendant que Yaz, Dan et Jericho, envoyé précédemment en 1901 par un Ange également, tentent de trouver où et quand va se produire l'évènement final du Flux, le Docteur est, quant à elle, envoyé à la Division où elle retrouve l'étrange femme qu'elle a vue après avoir réparé le temple d'Atropos (Il n'était pas une fois) et qui lui explique que le Flux a été fait parce que le Docteur n'aurait jamais dû s'enfuir à travers l'univers, la traitant ainsi comme un virus mais également comme un rat de laboratoire, une simple expérience. Cette femme finit par révéler qu'elle est Tecteun, la mère adoptive du Docteur qui l'a trouvé, accueilli mais également utilisé et expérimenté, lui cachant le nombre de vies qu'elle a perdue. Elle révèle également qu'elle est à l'origine de l'ordre qui a été mis en place afin de supprimer la mémoire du Docteur, tous ses souvenirs que l'Ange voyou possédait se retrouvent dans une montre à gousset. Tecteun va jusqu'à faire du chantage au Docteur pour la faire rester avec elle mais en vain, continuant de programmer la vague finale du Flux qui aura pour point central, la Terre.
Pendant le Chapitre Final, Les Conquérants, grâce à l'aide du Grand Serpent, dictateur que Vinder connaît très bien, qui s'est infiltré dans les bureaux de UNIT à travers toute son histoire depuis sa création, les Sontariens sont revenus mettre en place leur revanche sur les humains en prenant le contrôle de la Terre. Toujours à la Division, le Docteur se retrouve face à Swarm et Azure, qui ont tué Tecteun, qui sont en possession de sa montre et joue avec elle de cette méconnaissance d'elle-même. Alors que le Docteur se retrouve divisé en 3 versions d'elle-même, elle apprend que les Ravagers, Swarm et Azure, veulent libérer l'entité qu'est Temps, bloqué dans la réalité du temple d'Atropos, et utilisé le Flux pour s'amuser a détruire encore et encore les étoiles, planètes et galaxie de l'univers. Grâce à Diane, ami et crush de Dan Lewis, précédemment capturé dans un Passager (L'Apocalypse d'Halloween et Il n'était pas une fois) par Swarm et Azure, elle fait comprendre au Docteur que comme le Flux est de l'antimatière et qu'elle est absorbée par de la matière, elle propose d'utiliser le Passager qui est une source inépuisable et infinie de matière afin d'absorber tout ce qui reste du Flux après l'hécatombe provoquée par les Sontariens en piégeant les Daleks et les Cybermen dans le Flux. De retour au temple d'Atropos, l'entité Temps se manifeste face à Swarm, Azure et le Docteur qui se débarrasse des Ravagers car il est toujours prisonnier de cette réalité. Après une courte interaction avec le Docteur, Temps fait comprendre au Docteur que son heure est proche et que les forces qui s'approchent sont énormes, ainsi que leur Maître, avant de la rassembler en une seule et même personne.
Dans l'épisode spécial Nouvel an 2022, Le Réveillon des Daleks, un Dalek exécuteur, révèle au Docteur qu'ils ont utilisé cette boucle temporelle provoquée par la réinitialisation du TARDIS pour pouvoir l'exécuter concernant ses actions envers la race Dalek pendant les évènements du Flux même si les Sontariens sont les réels responsables de cette destruction de masse.
Dans l'épisode Aux Confins de l'Univers, le Docteur, parlant à une fausse Donna, explique qu'il continu de fuir car il se sent mal que le Flux ait détruit la moitié de l'univers par sa faute.

### Évènements du 60e Anniversaire
Dans l'épisode La Créature stellaire, le Quatorzième Docteur, avec le visage du Dixième Docteur, se trouve nez-à-nez avec Donna Noble, sa fille Rose et son mari Shaun. Alors que le crash d'un vaisseau se manifeste dans la ville, le Docteur discute avec Shirley de son inquiétude concernant le retour de ce visage et qu'il soit tombé par hasard sur Donna et que tout soit relié à elle. Du côté de la famille Noble, Rose tombe sur le Meep, une créature tombé des étoiles et décide de l'héberger or Donna tombe dessus et le Docteur arrive dans la maison des Noble. Bien plus tard, le Docteur n'a pas d'autre choix que de réactiver les souvenirs du DocteurDonna pour l'aider à arrêter le Meep mais au risque de la tuer. Cependant, la Métacrise s'est divisé entre Donna et sa fille, lui permettant de survivre à ça et de laisser ce "pouvoir" partir.
Dans l'épisode Aux Confins de l'Univers, le Docteur et Donna, après un détour face à Isaac Newton en 1666, se retrouve dans un immense vaisseau vide à la lisière de la création. Ils finissent confronter à des copies d'eux qui ont pour but de se rendre dans notre univers. Face à une fausse Donna, cette dernière révèle au Docteur qu'elle a eu connaissance des 15 dernières années où Donna n'a pas vu le Docteur et par conséquent le fait que le Docteur n'est pas de Gallifrey, mais aussi le Flux, causant la destruction de la moitié de l'univers. Quand le Docteur et Donna font face à leurs alter égo maléfique, ce dernier utilise une superstition à propos du sel qui éloigne les mauvais esprits mais ce n'est qu'à la fin que le Docteur se dit que cette superstition mentionné à la lisière de la création, pourrait invoquer quelque chose. Ce n'est qu'en revenant sur Terre, que le Docteur et Donna, avec l'aide de Wilfred Mott, découvre que le monde s'écroule.
Dans l'épisode Le Fabricant de Jouets... (À venir)